# Römischer Gutshof des Gaius Longinius Speratus
Der Römische Gutshof im „Mäurach“ ist eine Villa rustica auf dem Gebiet der Stadt Großbottwar, Landkreis Ludwigsburg.

## Geschichte
1710 wurde im Hof des Großbottwarer Schlösschens ein Inschriftenstein entdeckt, der als Abdeckplatte auf einer steinernen Kanalisation lag. Die Inschrift ist Apollo und Sirona geweiht, gestiftet von Gaius Longinius Speratus und zierte ursprünglich wahrscheinlich einen Tempel. 
Bei einer Ausgrabung im Gewann Mäurach, dessen Name auf im Boden verborgene Mauern hinweist, durch den Archäologen Oscar Paret wurden 1926 drei Räume eines Badegebäudes freigelegt, unter denen sich ein gut erhaltenes Kaltwasserbecken und ein gemauerter Kanal befanden, hierbei wurden auch Ziegel, gestempelt mit GLSP gefunden. Die Gebäude werden auf die Zeit von 160 bis 230 n. Chr. datiert. 2002 wurden bei einer geophysikalischen Untersuchung die Fundamente der Steinbauten lokalisiert. Im Jahr 2013 wurden die angepflügten Reste eines Ziegelbrennofens entdeckt, in dem mit GLSP gestempelte Ziegel verbaut waren. Die Stadt Großbottwar hat das Areal 2017 aufgekauft, um das Bodendenkmal nach §12 des Denkmalschutzgesetzes für zukünftige Generationen zu erhalten.

## Der Gutshof
Vom Gutshof sind bislang zwei Bauten aus Stein oder mit Steinfundamenten sowie ein Ziegelbrennofen bekannt. Beim höchstgelegenen Gebäude handelt es sich um ein Wohngebäude. Unterhalb lag das Badegebäude, möglicherweise ein Badetrakt, denn mit weiteren Räumen und einem Kanal könnte es auch Teil eines größeren Hauptgebäudes sein. Am tiefsten gelegen ist ein Brennofen zur Ziegelherstellung. Zur Anlage dürften weitere Wirtschaftsgebäude aus Holz und ein kleiner Tempel gehört haben, an dem der Inschriftenstein angebracht war. Dieses Heiligtum ist bislang nicht entdeckt worden, es dürfte nahe dem Gutshof, vielleicht bei einer Quelle, gestanden haben. Im Inneren dürften Statuen oder Reliefs der erwähnten Götter gestanden haben.

## Archäologische Information
Am Fundort wurden Informationen zu den Ausgrabungen und zum Besitzer Gaius Longinius Speratus aufgestellt.